# 김마그너스

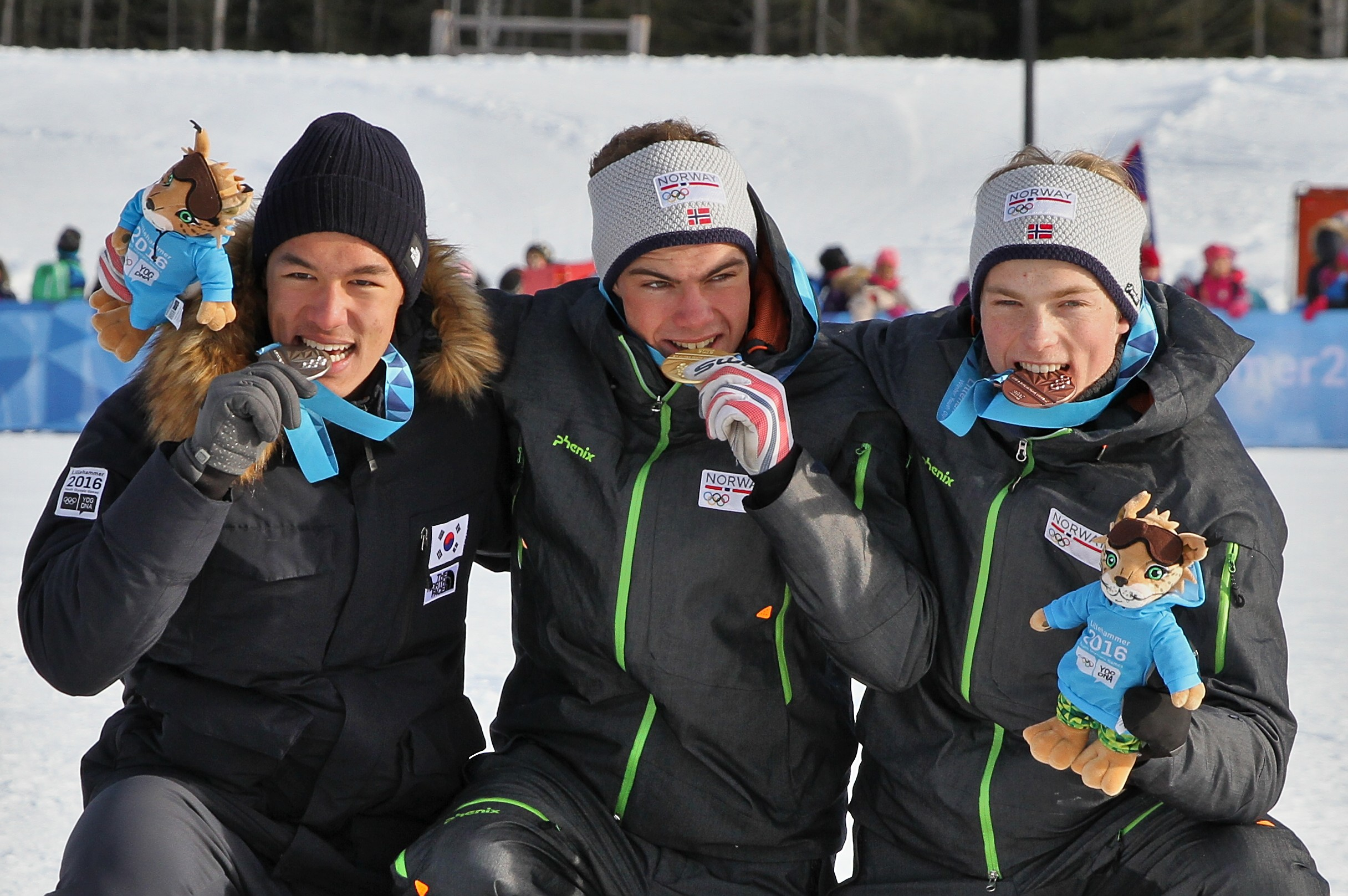
2016년 동계 청소년 올림픽 크로스컨트리 남자 스프린트 메달리스트들. 왼쪽이 김마그너스이다.

김마그너스(1998년 7월 21일~)는 대한민국과 노르웨이의 크로스컨트리 스키 선수이다. 한국-노르웨이인 혼혈 출신으로 노르웨이식 이름은 망누스 뵈(노르웨이어: Magnus Bøe)이다. 2016년 동계 청소년 올림픽에 참가하여 금메달 2개, 은메달 1개를 획득했으며, 아시안 게임에서 금메달 2개, 은메달 1개를 획득했다. 이후 2018년 동계 올림픽에 대한민국 국가대표로 참가했고 올림픽 이후로는 노르웨이 국가대표 선수로 활동하고 있다.

## 경력
부산광역시에서 한국인 어머니와 노르웨이인 아버지 사이에서 태어나 대한민국과 노르웨이를 오가며 생활하고 있다. 어린 시절부터 여러 운동에 소질을 나타내었고, 노르웨이의 인기 종목인 스키 선수가 되었다. 그는 노르웨이인 아버지와 한국인 어머니 사이에서 태어나 출생시부터 노르웨이와 대한민국의 이중국적을 보유하고 있으며, 대한민국의 국적법에 따라 22세까지는 양 국가의 국적 보유가 가능하나, 올림픽 등의 국제 대회에는 한 국가의 국적을 대표하여 출전하여야 하게 되어 있으며, 2015년 대한민국 국적으로 국제 대회에 참가하기로 결정하였다. 대한민국의 크로스컨트리 스키 국가대표가 된 그는, 2016년 2월 노르웨이 릴레함메르에서 열린 동계 청소년 올림픽 크로스컨트리 스키 크로스 종목에서 금메달을 획득했다. 이로써 그는 대한민국의 스키 선수로는 사상 처음으로 세계 규모의 국제대회에서 우승하였다. 이후 2017년 2월 삿포로에서 열린 2017년 삿포로 동계 아시안 게임 크로스컨트리 스키 크로스 종목에서 금메달을 획득하여 대한민국은 동계 아시안 게임 크로스컨트리 종목에서 사상 첫 금메달을 획득하게 된다.